# Erik Larson (patinage artistique)
Pour les articles homonymes, voir Larson.
Erik Larson, né en 1969 à Scottsdale en Arizona, est un patineur artistique et entraîneur américain, champion du monde junior en 1985.

## Biographie

### Carrière sportive
Erik Larson commence le patinage artistique à l'âge de cinq ans. Il a eu comme entraîneur au cours sa carrière, l'ancienne patineuse américaine Barbara Roles.
Il représente son pays à trois mondiaux juniors (1983 à Sarajevo, 1984 à Sapporo et 1985 à Colorado Springs où il conquiert la médaille d'or).
Il ne participe jamais ni aux mondiaux seniors ni aux Jeux olympiques d'hiver.
Au cours de sa carrière sportive, il inventé la "pirouette Larson" ("Larson spin" en anglais), en 1989, alors qu'il s'entraîne à la patinoire de Broadmoor à Colorado Springs sous la direction de Carlo Fassi et Janet Champion. La même année aux États-Unis de 1989. 
Il arrête les compétitions sportives après les championnats américains de 1992.

### Reconversion
Erik Larson participe à plusieurs spectacles sur glace américain dont spectacle Ice Capades.
Actuellement, il est PDG de BellaICE Skating Events, une entreprise de patinoires portables, et est entraîneur à Palm Beach en Floride.

### Vie privée
Erik Larson est marié à une entraîneure de patinage artistique Roseann Crowe Larson. Ils ont une fille, Anabelle, née le 9 septembre 2005 à Fort Lauderdale en Floride, également patineuse artistique.

## Palmarès
| Compétitions principales      | 1983    | 1984    | 1985    | 1986    | 1987    | 1988    | 1989    | 1990    | 1991    | 1992    |  |  |  |  |
| Jeux olympiques d'hiver       |         |         |         |         |         |         |         |         |         |         |  |  |  |  |
| Championnats du monde         |         |         |         |         |         |         |         |         |         |         |  |  |  |  |
| Championnats des États-Unis   |         |         |         |         | 11e     | 12e     | 4e      | 4e      | 6e      | 11e     |  |  |  |  |
| Championnats du monde juniors | 7e      | 4e      | 1er     |         |         |         |         |         |         |         |  |  |  |  |
|                               |         |         |         |         |         |         |         |         |         |         |  |  |  |  |
| Autres Compétitions           | 1982/83 | 1983/84 | 1984/85 | 1985/86 | 1986/87 | 1987/88 | 1988/89 | 1989/90 | 1990/91 | 1991/92 |  |  |  |  |
| Skate America                 |         |         |         |         |         |         |         | 6e      |         |         |  |  |  |  |
| Trophée NHK                   |         |         |         |         |         |         |         | 4e      |         | 12e     |  |  |  |  |
|                               |         |         |         |         |         |         |         |         |         |         |  |  |  |  |